# Шведська королівська родина
Шведська королівська родина — шведська королівська сім'я з 1818 р. складається з осіб у шведському Королівському Домі династії Бернадотте, і тісно пов'язані з королем Швеції. Вони мають право на королівські титули і стиль життя (манеру поводження), а деякі виконують офіційні зобов'язання та церемоніальні обов'язки представляти державу (Королівство Швецію). Розширена сім'я короля складається з інших близьких родичів, які не є у королівській сім'ї (родичі). До 1818 р., шведська королівська сім'я була з Дому Гольштейн-Готторпського, молодша гілка династії Ольденбургів, які правили Швецією від 1457 р. до 1521 р. (потім з перервами) та з 1751 р. до 1818 р.. З цієї династії останніх правових претендентів на шведський престол був кронпринц Густав Васа (1799–1877 рр.), син Густава IV Адольфа.

## Історія
- Рід шведської королівської сім'ї змогли дослідити до X століття нашої ери, але точніші деталі додані протягом останніх двох або трьох століть. Історично підтверджено з 1818 р. монархів офіційно перерахованих у шведському королівському дворі.
- До 1620-х років шведські провінції були надані як територіальні уділи принців, які були їхніми зверхниками, але нині вони регулюються напів-автономно. З тих пір ці провінційні князівства існують за королівською родиною номінально, хоча кожен принц і принцеса традиційно підтримує суспільні зв'язки, або іноді мають вторинні резиденції в герцогстві. Сини шведських королів отримують княжий титул, ранг знаті, як люб'язність — назву до титулу від колишньої династії.

## Члени родини
Згідно з відомостями шведського уряду, королівська сім'я включає в себе наступних:
- Монарх і його дружина:
  - Його Величність Король Швеції Карл XVI Густаф (з 15 вересня 1973 року), народився 30 квітня 1946 р..
  - Її Величність Королева Сільвія (з 19 червня 1976), народився 23 грудня 1943 р..
- Королівські діти:
  - Її Королівська Високість крон-принцеса Вікторія, герцогиня Вестерготландська (народилася 14 липня 1977 р.).
  - Його Королівська Високість принц Карл Філіп, герцог Вермландський (народився 13 травня 1979 р.).
  - Її Королівська Високість Принцеса Мадлен, герцогиня Гельсінгландська і Єстрикландська (народилася 10 червня 1982 р.).
- Королівські онуки:
  - Її Королівська Високість принцеса Естель, герцогиня Естергетландська, народилася 23 лютого 2012 р. (донька спадкової принцеси Вікторії і принца Даніеля).
  - Його королівська Високість принц Оскар, герцог Сконе народився 2 березня 2016 р.(син кронприцеси Вікторії і принца Даніеля).
  - Його королівська Високість принц Александр, герцог Седерманландський народився 19 квітня 2016 р. (син принца Карла Філіпа та принцеси Софії).
  - Його королівська Високість принц Габріель, герцог Даларнський народився 31 серпня 2017 р. (син принца Карла Філіпа та принцеси Софії).
  - Її королівська Високість принцеса Леонор, герцогиня Готландська народилася 20 лютого 2014 р. (донька принцеси Мадлен і Крістофера О'Нілла).
  - Його королівська Високість принц Ніколас, герцог Онгерманландський народився 15 червня 2015 р. (син принцеси Мадлен і Крістофера О'Нілла).
  - Її королівська Високість принцеса Адріена, герцогиня Блекінге народилася 9 березня   2018 р. (донька принцеси Мадлен і Крістофера О'Нілла).
- Королівські зяті:
  - Його Королівська Високість принц Даніель, герцог Вестергетландський, народився 15 вересня 1973 р.(чоловік кронпринцеси Вікторії).
  - Крістофер О'Нілл народився 27 червня 1974 р. (чоловік принцеси Мадлен).
- Королівська невістка:
  - Її королівська Високість принцеса Софія, герцогиня Вермландська народилася 6 грудня 1984 р. (дружина принца Карла Філіпа).
- Королівські сестри:
  - Її Королівська Високість принцеса Брігітта, принцеса Гогенцоллерн (народилася 19 січня 1937 р.).
- Королівська тітка (вдова дядька короля принца Бертіля):
  - Її Королівська Високість принцеса Ліліан, герцогиня Галландська (народилася 30 серпня 1915 р.).

## Розширена сім'я
Не офіційні члени королівської сім'ї, яких вважають частиною Шведського Королівського суду:
- Принцеса Маргарет (пані Амблер), народилася 31 жовтня 1934 р..
- Принцеса Дезіре (баронеса Сільфершельдська), народилася 2 червня 1938 р..
- Принцеса Крістіна (пані Магнусон) народилася 3 серпня 1943 р..

Додатково сестри короля Швеції принцеси залишаються за назвою, але більше не називаються офіційно Принцесами Швеції, ані не мають титулування «Королівська Високість». Що стало результатом їх шлюбів з особами не-королівського походження, які не були розглянуті відповідно конституційно щодо династичних союзів. У той же час їх шлюби не були схвалені їхнім дідом королем Густав VI Адольф. Через подібні шлюби, кілька родичів чоловічої статі в Домі Бернадотів відмовилися від свого місця в лінії спадкоємства шведського престолу і від всіх королівських титулів. Оскільки жінки не мали права успадковувати трон до 1979 р., але трьом сестрам було дозволено зберегти титулування «Принцеса», почесного характеру.
- Графиня Маріанна Бернадотте з Вісборг (вдова дядьки короля Сігварда Бернадотте графа Вісборгського), уроджена Ліндберг 15 липня 1924 р.
- Графиня Ґунніла Бернадотте з Вісборг (вдова королівського дядьки Карла Югана Артура Бернадота герцога Далекарлії), уроджена Вахтмейстер 12 травня 1923 р.
- Христина принцеса Бернадотте (вдова батьківського двоюрідного брата діда короля принца Карла), уроджена Рівельсруд 22 квітня 1932 р.

## Призначенийпринц-консорт
24 лютого 2009 р. шведський королівський суд оголосив, що наслідна принцеса Швеції Вікторія вийде заміж за простолюдина Даніеля Вестлінга. У законі Швеції враховується гендерне первородство законом від 1979 року. Це означає, що з Вікторією є перший випадок, коли первісткові буде притаманний титул короля чи королеви, незалежно від статі. Карл XVI Густаф король Швеції та Сільвія Соммерлат власним одруженням у 1976 р. припинили встановлені норми, що шведські князі повинні одружуватися на особах королівського походження, щоб зберегти право на спадкування шведського трону та на їх королівські титули. У разі з паном Д. Вестлінгом для шведів тепер настав новий період. Після одруження на принцесі Вікторії, яка є і герцогинею, пан Д. Вестлінг отримав титули «князя» та «герцога». Це відповідає формі стилю, використовуваного попередніми шведськими князями, в тому числі щодо молодшого брата Вікторії принца Швеції Карла Філіпа Герцога Вермландського: принц + власне ім'я + титул герцога. Новизна в тому, що піднесення пана Д. Вестлінга відбулося у зв'язку зі шлюбом, тому його герцогський титул відноситься до провінції Вестерйотланд. Даніелю Вестлінгові було також надано титулування «Королівська Високість», до якого Вікторія вже мала спадкове право, і повна його назва «Принц Швеції». Вони одружилися 19 червня 2010 р.

## Галерея

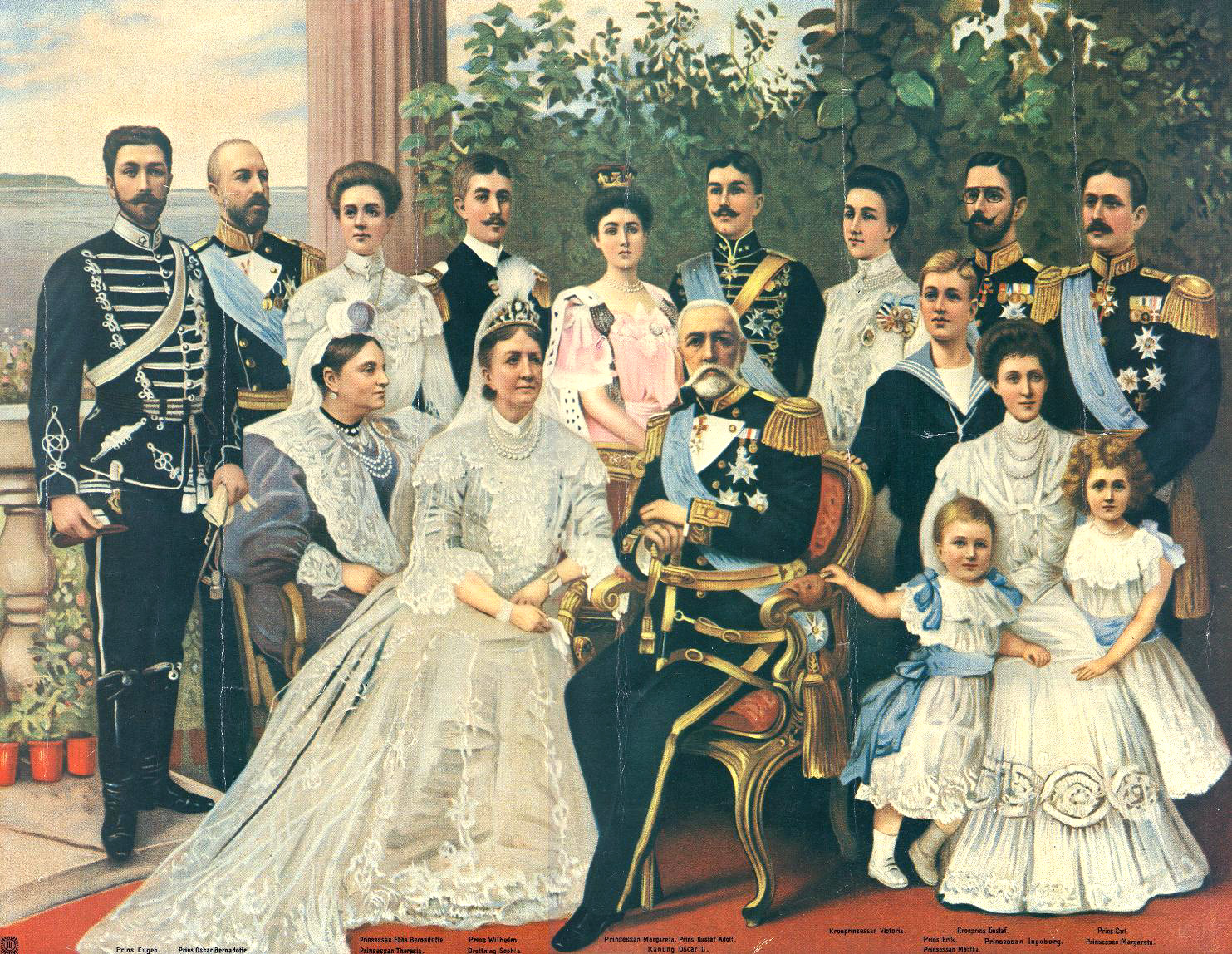
Шведська королівська сім'я в 1905 році.
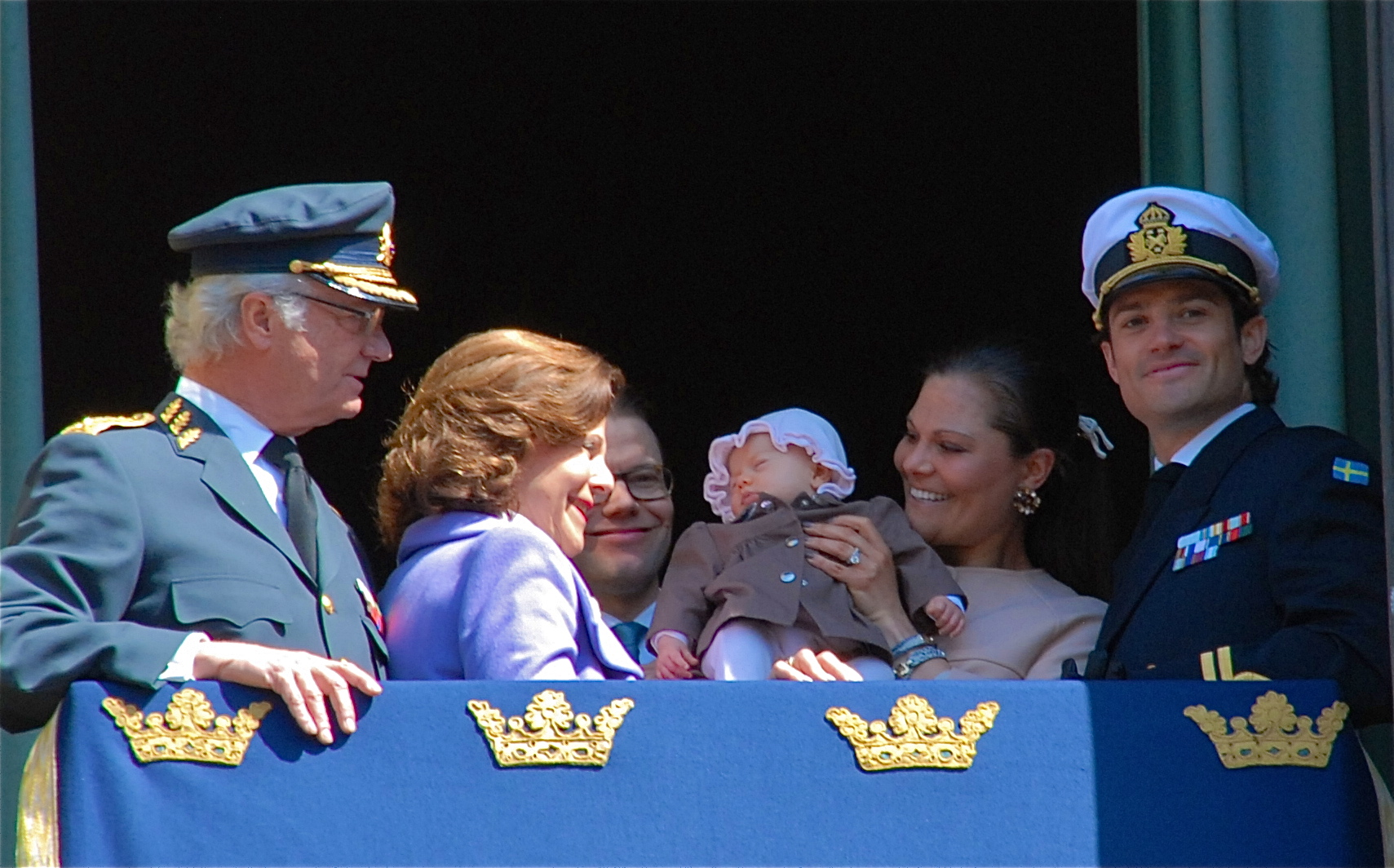
Члени шведської королівської сім'ї в 2012 році.
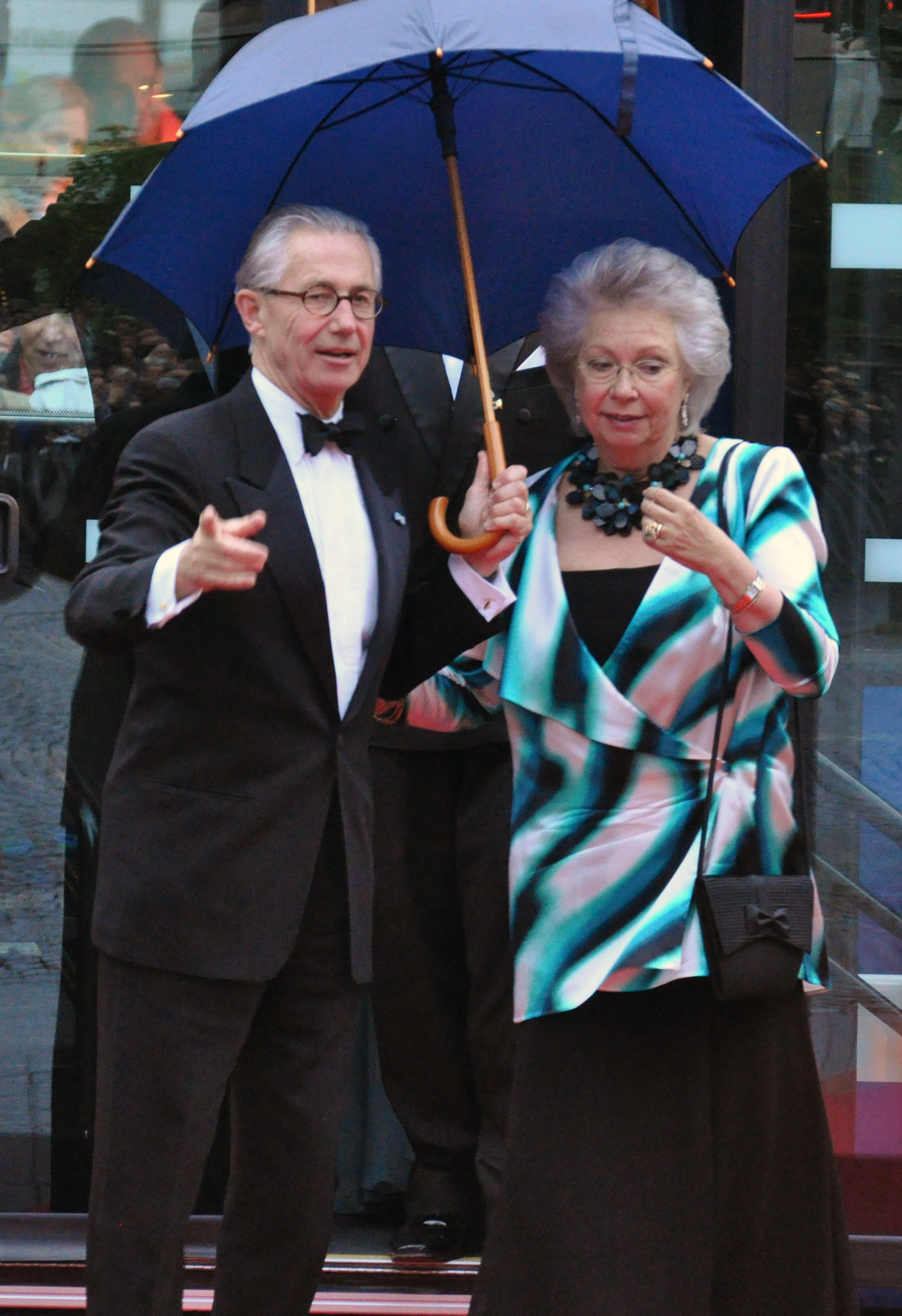
Принцеса Крістіна (пані Магнусон) та її чоловік є частиною шведської королівської розширеної сім'ї (родичі)
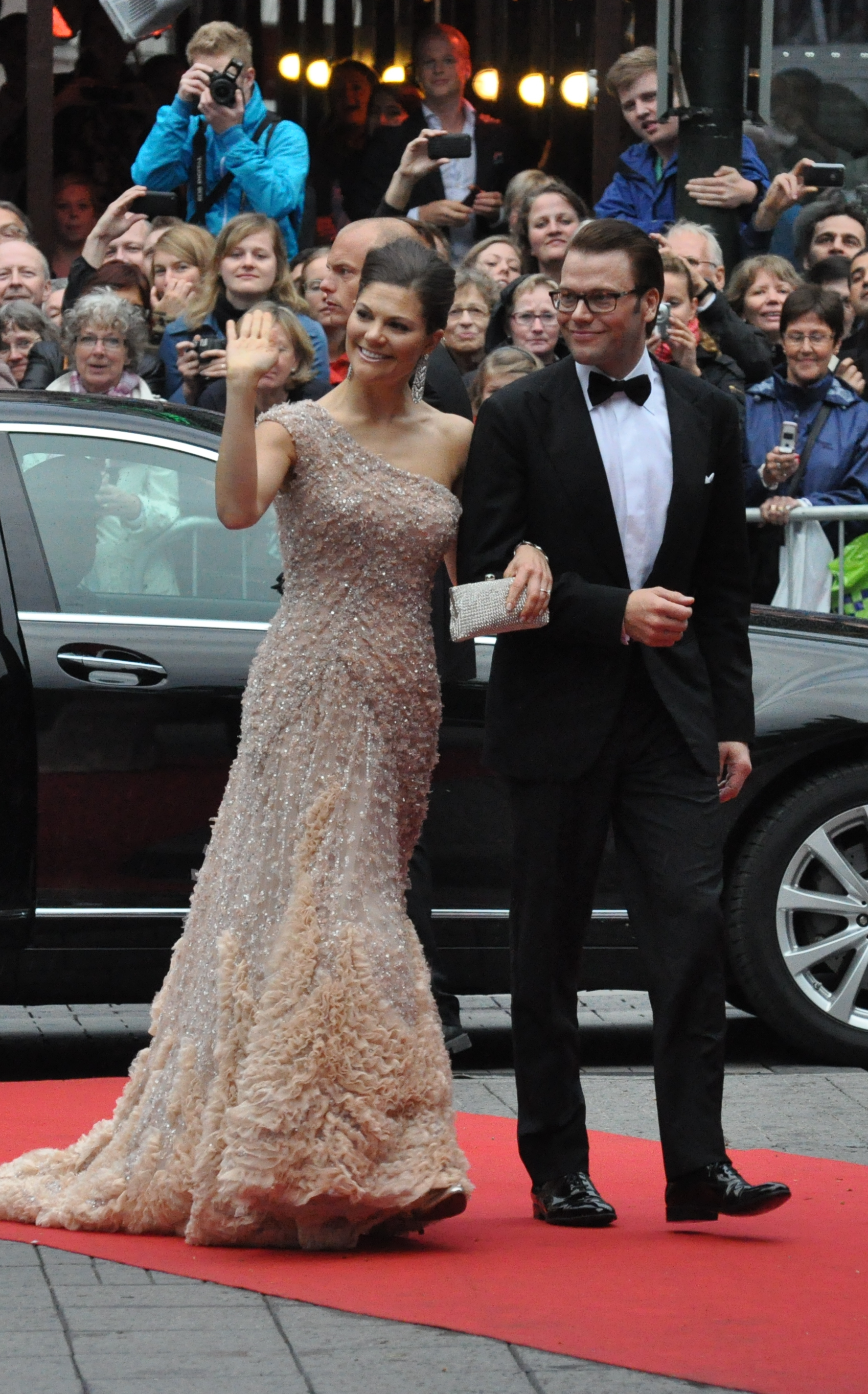
Наслідна принцеса Швеції Вікторія з її чоловіком Даніелем Вестлінгом (2010 р.)

| Прапор Швеції | Це незавершена стаття про Швецію. Ви можете допомогти проєкту, виправивши або дописавши її. |